# Budaörs
Budaörs là một thành phố thuộc hạt Pest, Hungary. Thành phố này có diện tích 23,59 km², dân số năm 2010 là 28894 người, mật độ 1225 người/km².